# Annie Cruz
Annie Cruz (Stockton; 6 de noviembre de 1984) es una actriz pornográfica estadounidense.